# Тангар сивий
Танга́р сивий (Neothraupis fasciata) — вид горобцеподібних птахів родини саякових (Thraupidae). Це єдиний представник монотипового роду Сивий тангар (Neothraupis).

## Опис
Довжина птаха становить 16 см, вага 29-32 г. Забарвлення переважно сіре, нижня частина тіла дещо світліша. Над очима тонкі білі "брови", на обличчі чорна "маска". Верхні покривні пера крил чорні з вузькими білими смужками. Виду не притаманний статевий диморфізм. Молоді птахи мають коричнювате забарвлення, "маска" на обличчі у них менша, нижня частина тіла має жовтуватий відтінок.

## Поширення і екологія
Сиві тангари мешкають в центральній і південній Бразилії (від Мараньяну і Піауї на південь до штатів Мату-Гросу-ду-Сул, Сан-Паулу і Мінас-Жерайс), на сході Болівії (Санта-Крус) та на північному сході Парагваю (Каніндею, Сан-Педро, раніше також на півдні Каагвасу). Також сиві тангари спостерігалися на північному сході Бразилії (Амапа) та на півдні Суринаму. Вони живуть в саванах серрадо, зустрічаються переважно на висоті від 500 до 1100 м над рівнем моря.

## Поведінка
Сиві тангари зустрічаються парами або зграйками до 12 птахів. До зграйок сивих тангарів часто приєднуються інші види птахів, зокрема рудогорлі тангари, формуючи змішані зграї. Сиві тангари живляться комахами. а також плодами. Гніздяться в жовтні-листопаді. Гніздо чашоподібне, глибоке, розміщується в чагарниках або на невисокому дереві. В кладці 2-3 яйця. Сивим тангарам притаманний колективний догляд за пташенятами.

## Збереження
МСОП класифікує стан збереження цього виду як близький до загрозливого. Сивим тангарам загрожує знищення природного середовища.